# Joo Hyun-jung
Joo Hyun-jung (kor. 주현정, ur. 3 maja 1982) – koreańska łuczniczka, mistrzyni olimpijska, dwukrotna mistrzyni świata. Startowała w konkurencji łuków klasycznych.
Największym jej osiągnięciem jest złoty medal igrzysk olimpijskich w Pekinie w 2008 roku w konkurencji drużynowej oraz siódme miejsce indywidualnie. Jest indywidualną i drużynową mistrzynią świata (2009). W 2010 roku została drużynową złotą medalistką igrzysk azjatyckich.